# Calodia bispinosa
Calodia bispinosa är en insektsart som beskrevs av Nielson 1982. Calodia bispinosa ingår i släktet Calodia och familjen dvärgstritar. Inga underarter finns listade i Catalogue of Life.